# Naotoshi Shida
Naotoshi Shida (志田直俊?; Oita, 11 febbraio 1958) è un disegnatore e animatore giapponese, libero professionista con contratto presso lo studio di animazione Toei Animation.
È considerato un veterano e anche tra i più competenti in ambito artistico e dell'animazione come merito per i contributi in serie quali Dragon Ball e One Piece, così come in altre opere targate Toei Animation e non solo. Da diverso tempo ricopre anche il ruolo di storyboarder. Ha affermato di aver desiderato la professione di animatore dei disegni dopo aver visto il film di animazione Lupin III - Il castello di Cagliostro, in particolare, durante una scena di inseguimento animata da Kazuhide Tomonaga. È soprannominato "samurai dell'animazione".
(Takashi Otsuka su Naotoshi Shida)

## Realizzazioni
- Urusei Yatsura
- Dragon Ball
- Dragon Ball Z
- Dragon Ball GT
- Dragon Ball Kai
- One Piece
- Pretty Cure
- Kinnikuman Nisei
- Toriko
- Death Note
- Digimon Fusion
- Saint Seiya Omega
- Sailor Moon Crystal
- Dragon Ball Super